# Marcin Miodek
Marcin Miodek (ur. 25 września 1992 w Łowiczu) – polski aktor.
Współpracował z takimi reżyserami jak: Tomasz Wasilewski, Michał Kwieciński, Jagoda Szelc, Bodo Kox, Martha Coolidge, Jan Klata, Katarzyna Klimkiewicz, Wojciech Kościelniak, Piotr Wereśniak, Ewelina Marciniak, Jacek Bromski czy Mariusz Grzegorzek.

## Początki kariery
Jako student aktorstwa PWSFTviT w Łodzi wystąpił w etiudach szkolnych – Kasia i Basia (2013), Be My Dream (2013), Home Video (2015) i Ewa (2015) oraz filmie dyplomowym Śpiewający obrusik (2015) w reżyserii Mariusza Grzegorzka. W 2015 na XXXIII Festiwalu Szkół Teatralnych w Łodzi otrzymał Nagrodę Główną za rolę Henryka / Władzia w spektaklu dyplomowym Ślub Witolda Gombrowicza w reż. Waldemara Zawodzińskiego. Jego spektaklem dyplomowym  była Cyberiada na podstawie opowiadań Stanisława Lema w reż. Wojciecha Kościelniaka (2015), gdzie zagrał postać Cyberansjera / Cybertowarzysza. Łódzką Szkołę Filmową ukończył w 2016. 

## Teatr Wybrzeże
W 2015 związał się z gdańskim Teatrem Wybrzeże. Kreacja Piotra Tumana w komedii Wesołe kumoszki z Windsoru autorstwa Williama Shakespeare’a w reż. Pawła Aignera przyniosła mu Nagrodę Teatralną prezydenta miasta Gdańska i Pomorską Nagrodę Artystyczną w kategorii Pomorska Nadzieja Artystyczna. 

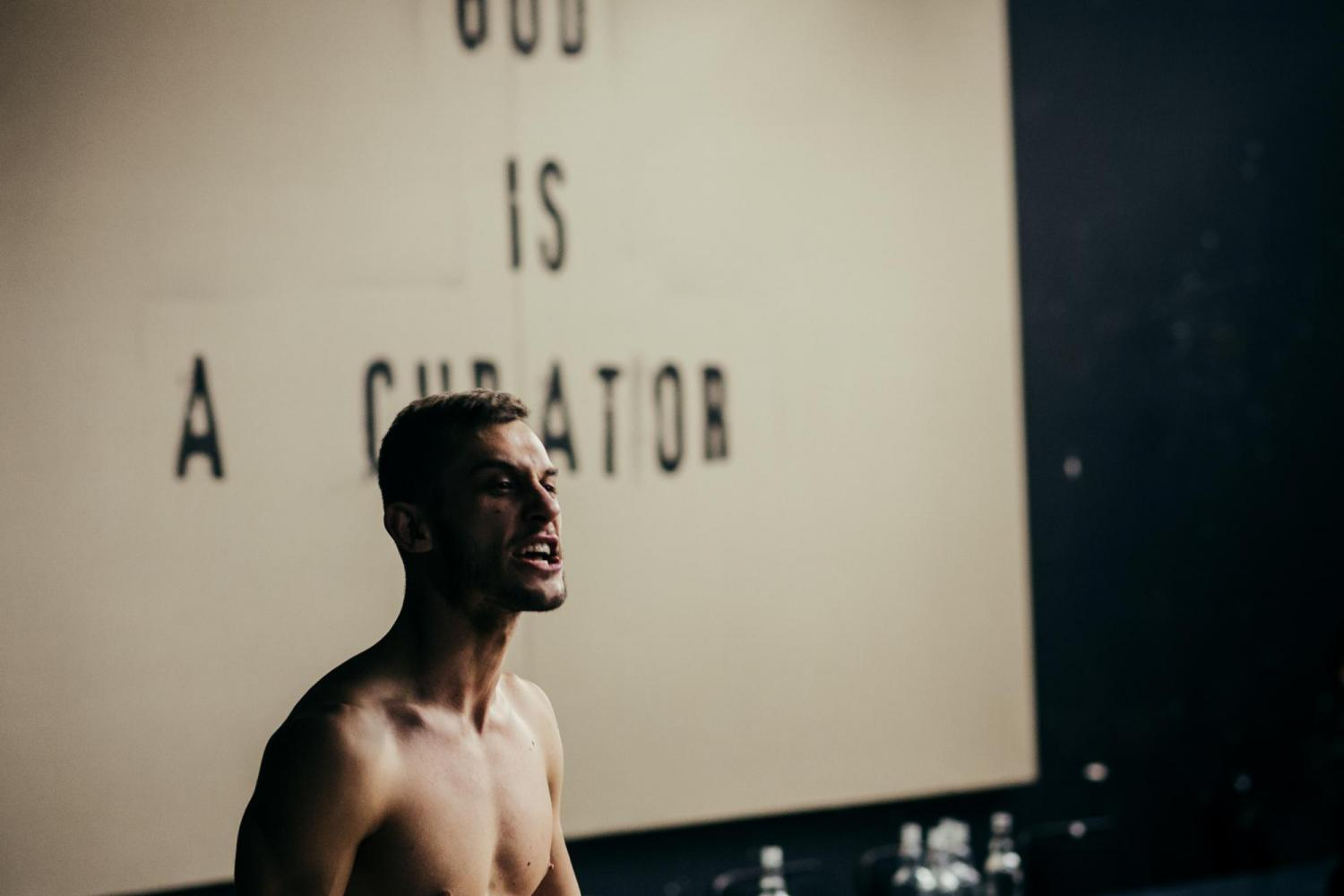
Marcin Miodek jako Nikt w Kreacji I. Iredyńskiego, reż. Jarosław Tumidajski

W 2017 za rolę Nikta w przedstawieniu Kreacja Ireneusza Iredyńskiego w reż. Jarosława Tumidajskiego był nominowany do nagrody Pomorski Sztorm. Jego role Nikta w Kreacji i  Jermołaja Łopachina w Wiśniowym sadzie Antona Czechowa w reż. Anny Augustynowicz zostały uznane przez „Gazetę Wyborczą” za jedne z najważniejszych wydarzeń kulturalnych 2016 roku. W 2022 wspólnie z zespołem aktorskim odebrał nagrodę na 62. Kaliskich Spotkaniach Teatralnych za występ w spektaklu Awantura w Chioggi.
| Rok  | Tytuł                                                                                 | Autor | Rola                                             | Reżyser              |
| ---- | ------------------------------------------------------------------------------------- | --- | ------------------------------------------------ | -------------------- |
| 2015 | Wesołe kumoszki z Windsoru                                                            | William Shakespeare | Piotr Tuman                                      | Paweł Aigner         |
| 2016 | Kreacja                                                                               | Ireneusz Iredyński | Nikt                                             | Jarosław Tumidajski  |
| 2016 | Czyż nie dobija się koni?                                                             | Horace McCoy | James Bates                                      | Wojciech Kościelniak |
| 2016 | Uwiedzeni                                                                             | Franciszek Bohomolec, Aleksander Fredro | Astolf                                           | Jarosław Tumidajski  |
| 2017 | Wiśniowy sad                                                                          | Antoni Czechow | Jermołaj Łopachin                                | Anna Augustynowicz   |
| 2017 | Przygody Koziołka Matołka                                                             | Kornel Makuszyński | Szewc, Aptekarz, Policjant, Lord Vader, Żołnierz | Michał Derlatka      |
| 2017 | Urodziny, czyli ceremonie żałobne w czas radosnego święta                             | Radosław Paczocha | Marynarz 1                                       | Adam Orzechowski     |
| 2017 | Zakochany Szekspir (koprodukcja Gdańskiego Teatru Szekspirowskiego i Teatru Wybrzeże) | Lee Hall | Sam Goose, Linoskoczek                           | Paweł Aigner         |
| 2018 | Śmierć białej pończochy                                                               | Radosław Paczocha | Woj 3                                            | Adam Orzechowski     |
| 2018 | Damy i huzary                                                                         | Aleksander Fredro | porucznik Edmund                                 | Adam Orzechowski     |
| 2019 | Jak wam się podoba (koprodukcja Gdańskiego Teatru Szekspirowskiego i Teatru Wybrzeże) | William Shakespeare | Amiens                                           | Krystyna Janda       |
| 2019 | Zaczarowana Królewna                                                                  | Artur Oppman | Uczeń, Niedźwiedź, Gwiazda poranna               | Michał Derlatka      |
| 2019 | Śmierć komiwojażera                                                                   | Arthur Miller | Howard Wagner                                    | Radosław Stępień     |
| 2020 | Kordian                                                                               | Juliusz Słowacki | Kordian                                          | Adam Orzechowski     |
| 2020 | Życie intymne Jarosława                                                               | Magda Kupryjanowicz, Michał Kurkowski | Jurek Błeszyński, Charles, Julia                 | Jakub Kowalski       |
| 2021 | Lila Weneda                                                                           | Juliusz Słowacki | Lelum                                            | Grzegorz Wiśniewski  |
| 2021 | Balkon                                                                                | Jean Genet | Krew, Buntownik                                  | Jan Klata            |
| 2022 | Awantura w Chioggi                                                                    | Carlo Goldoni | Canoccia, Menola, Komandador                     | Paweł Aigner         |
| 2022 | Bunbury: komedia dla ludzi bez poczucia humoru                                        | Oscar Wilde | Algernon Moncrieff                               | Kuba Kowalski        |
| 2022 | Wsopotwzięci                                                                          | wg Łukasza Czuja i Michała Chludzińskiego | Milord de Molo / Grand Hotel boy                 | Łukasz Czuj          |
| 2023 | Kronika wypadków miłosnych                                                            | Tadeusz Konwicki | Engel Baum                                       | Jarosław Tumidajski  |
| 2023 | Złoty Klucz                                                                           | na podstawie baśni braci Grimm | Węgiel, Myśliwy, Żaba-Królewicz, Pastuszek, Kot  | Maćko Prusak         |
| 2023 | Wyzwolenie                                                                            | Stanisław Wyspiański |                                                  | Jan Klata            |
| 2024 | Dziewczyna, która podeptała chleb                                                     | W spektaklu wykorzystano: baśń Dziewczynka, która podeptała chleb Hansa Christiana Andersena, Przypowieść o psie Panajezusowym Burku Władysława Reymonta i pieśń Już się zmierzcha Wacława z Szamotuł | gospodarz programu Pyszna babeczka z kubeczka    | Mariusz Grzegorzek   |

## TikTok
Od 2021 prowadzi kanał na Tiktoku zatytułowany Doktor Pipa, gdzie w humorystyczny sposób odpowiada na pytania widzów jako certyfikowany terapeuta. Kanał zyskał ponad 200 tysięcy obserwujących.

## Kariera ekranowa
Po raz pierwszy trafił na mały ekran w jednym z odcinków serialu TV2 Barwy szczęścia (2011). W serialu Korona królów (2018–2020) zagrał postać karczmarza Nikodema. Wcielił się w rolę Marcina w spocie fundacji SEXED.PL Przemoc w białych rękawiczkach (2022) w reż. Tomasza Wasilewskiego. W komediowej produkcji Canal+ Premium Emigracja XD (2023), w której stanowił połowę romskiego duetu obwoźnych cwaniaczków handlujących zdezelowanymi kamperami wystąpił w roli Szukima. W 2023 wystąpił jako gospodarz finałowego odcinka popularnego teleturnieju w reklamie Big Maca serwowanego w sieci fast food McDonald’s.

## Filmografia
- 2011: Barwy szczęścia – uczeń (odc. 610)
- 2018: Miłość jest wszystkim – wodzirej
- 2018–2020: Korona królów – karczmarz Nikodem
- 2019: Ultraviolet – Grzegorz Pawlak (odc. 17)
- 2019: Znajdę Cię (I’ll Find You) – Janek
- 2019: Całe szczęście – kelner Marek
- 2019: Ślad – Antoni Graczyk (odc. 50)
- 2020: Bez skrupułów – oficer dyżurny (odc. 2, 4)
- 2020: Ludzie i bogowie – Kramer  (odc. 5, 6, 13)
- 2022: The Office PL – pan „Kanapka” (odc. 21)
- 2022: Kuchnia – policjant (odc. 33)
- 2023: Emigracja XD – Szuki (odc. 3, 9, 10)
- 2023: Camera Café. Nowe parzenie – Filip (odc. 1-9, 11-14)
- 2023: Bracia (odc. 12)